# Alan Espinoza Ortiz
Alan Robinson Espinoza Ortiz (Santiago, 8 de junio de 1983) es un abogado y político chileno, militante del Partido Socialista de Chile. Desde el 27 de mayo de 2025, ejerce como Subsecretario de Agricultura de su país, bajo el gobierno del presidente Gabriel Boric Font.

## Formación Académica
Es abogado de profesión de la Universidad Bolivariana, ha desarrollado una serie de diplomados en la Universidad Central, centrados en gestión de personas, gestión de compras y contrataciones públicas, y liderazgo y coaching. 

## Trayectoria Profesional
Ha ejercido funciones como Jefe de Gabinete de la Subsecretaria de Agricultura (2024 - 2025), también fue Secretario Regional Ministerial de Agricultura de la Región de Aysén. (2022 – 2023), fue Jefe de Gabinete del Ministro de Agricultura (2017 – 2018), Asesor de Gabinete en el Ministerio de Agricultura (2014 – 2017), también ejerció entre  como Encargado de Capacitación de la Oficina de Estudios y Políticas Agrarias (ODEPA). En la misma institución, se desempeñó como Jefe de Recursos Humanos (2009-2010) y como Analista de Recursos Humanos (2004–2009), logrando acumular 18 años años de trayectoria en publica en el Ministerio de Agricultura. También ha ejercido en su profesión como abogado de manera libre (2018-2022).
También se ha dedicado a realizar columnas de opinión desde su labor como Subsecretario de Agricultura, hablando sobre seguridad alimentaria y cooperativismo agroalimentario.

## Trayectoria política
En su destacada carrera como militante del Partido Socialista de Chile, ha asumido cargos de relevancia como la vicepresidencia del Tribunal Supremo del partido, fue Vicepresidente Nacional de la Juventud Socialista de Chile, también fue electo como miembro Comité Central Nacional del Partido y en el décimo tercer Congreso del partido Socialista, ejerció la labor de Secretario Ejecutivo.